# Lars Tidén

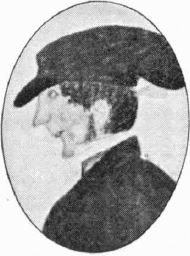
Lars Tidén.

Lars Tidén, född den 6 december 1777 i Fröjered, Skaraborgs län, död den 1 september 1847 i Skara, var en svensk veterinär.
Lars Tidén var son till byskräddaren Håkan Svensson. Samtidigt som han ägnade sig åt faderns yrke ägnade han sig åt självstudier, med resultat att han 1802 kunde genomgå Skara gymnasium, och arbetade därefter som informator tills han antogs som kirurgiestudent i Stockholm 1804. Han studerade sedan vid Kirurgiska institutet och avlade där kirurgie magisterexamen 1810. Han tjänstgjorde som läkare vid Svea artilleriregemente och flottan samt utnämndes 1813 till adjunkt och andre lärare vid Skara veterinärinrättning. Han uppehöll så gott som ensam lärarverksamheten där, enär överdirektören (Norling), med undantag av sommarmånaderna, merendels vistades vid den yngre skolan i Stockholm. Trots den ansträngande undervisningen utövade Tidén en ovanligt omfattande skriftställarverksamhet i original och översättning och bidrog därigenom i högre grad än någon annan veterinär att göra veterinärvetenskapen känd och erkänd i Norden. Bland originalarbeten må nämnas Bidrag till physiologien och naturalhistorien (1816) och Handbok i boskapsskötseln (1841; 2:a upplagan 1850). Han utgav även tidskrifter, som Magasin för veterinärvetenskapen och landthushållningen (1826-30), Tidskrift för landtmän (1832-35) och Archiv för hästvänner och landthushållare (1836-37). På Tidéns grav på Skara kyrkogård reste Sveriges veterinärer den 17 augusti 1908 en minnesvård av granit.